# 16 Grandes Imperios Túrquicos

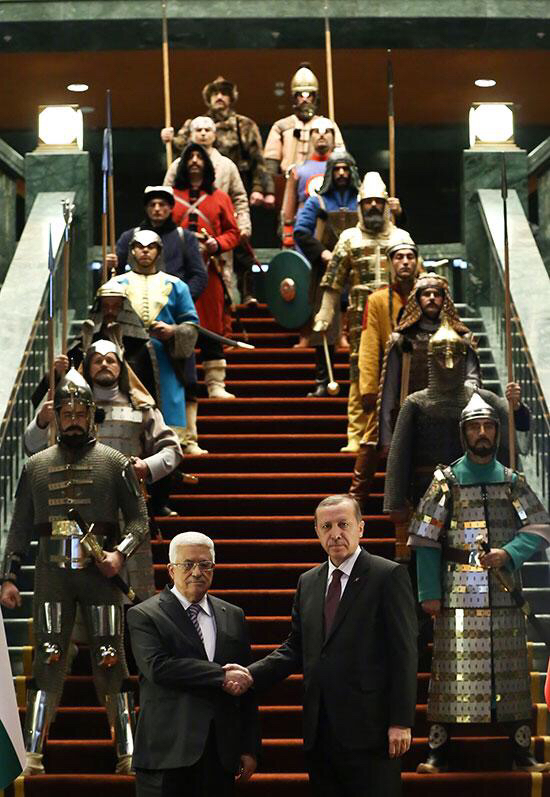
Erdoğan y Abbas con actores que representan a los 16 Grandes Imperios Túrquicos (2015)

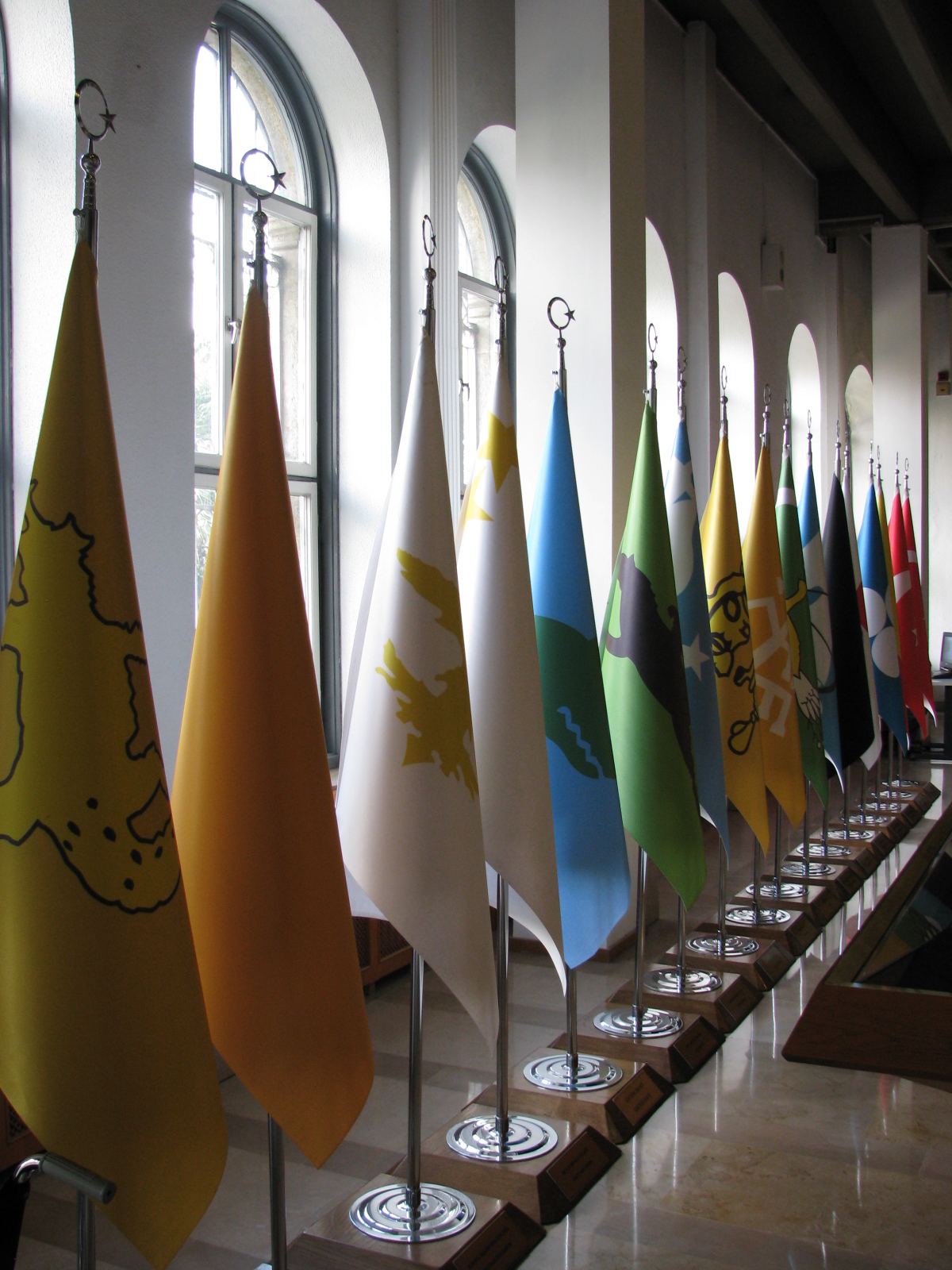
Banderas de los 16 Grandes Imperios Túrquicos exhibidas en el Museo Militar de Estambul

Los 16 Grandes Imperios Túrquicos (en turco: 16 Büyük Türk Devleti, tdl. ‘Dieciséis Grandes Estados Túrquicos’) son un concepto del nacionalismo turco introducido en 1969 por Akib Özbek, un oficial cartógrafo, y ampliamente promovido por las autoridades turcas durante la década de 1980 bajo el gobierno de Kenan Evren.

## Lista
Los "16 Grandes Imperios Túrquicos" son los siguientes (según la Presidencia de Turquía):
| Bandera (atribuida por Özbek) | Nombre                    | Nombre turco                 | Fundador             | Fechas (Gregoriano) |
| ----------------------------- | ------------------------- | ---------------------------- | -------------------- | ------------------- |
|                               | "Gran Imperio huno"       | Büyük Hun İmparatorluğu      | Modun                | 220 a. C.–216 d. C. |
|                               | "Imperio huno Occidental" | Batı Hun İmparatorluğu       | Panu                 | 48–216              |
|                               | "Imperio huno de Europa"  | Avrupa Hun İmparatorluğu     | Atila                | 375–469             |
|                               | "Imperio huno Blanco"     | Ak Hun İmparatorluğu         | Aksunvar             | 420–552             |
|                               | "Imperio göktürk"         | Göktürk İmparatorluğu        | Bumin                | 552–745             |
|                               | "Imperio ávaro"           | Avar İmparatorluğu           | Bayan Qaghan         | 565–835             |
|                               | "Imperio jázaro"          | Hazar İmparatorluğu          | Tong Yabghu Qaghan   | 651–983             |
|                               | "Estado uigur"            | Uygur Devleti                | Kutlug I Bilge Kagan | 745–1368            |
|                               | Karajánidas               | Karahanlılar                 | Bilge Kul Qadir Khan | 840–1212            |
| GhaznavidFlag attributed.svg  | "Gaznávidas"              | Gazneliler                   | Sebuk Tigin          | 962–1183            |
|                               | "Gran Imperio selyúcida"  | Büyük Selçuklu İmparatorluğu | Tugrïl Beg           | 1040–1157           |
|                               | "Jorezmitas"              | Harzemşahlar                 | Mohamed II           | 1097–1231           |
|                               | "Estado de Horda de Oro"  | Altınordu Devleti            | Batú Kan             | 1236–1502           |
|                               | "Gran Imperio timúrida"   | Büyük Timur İmparatorluğu    | Tamerlán             | 1368–1501           |
|                               | "Imperio babúrida"        | Babür İmparatorluğu          | Babur                | 1526–1858           |
|                               | "Imperio otomano"         | Osmanlı İmparatorluğu        | Osmán I              | 1299–1922           |

## Recepción

Las 16 estrellas en el Sello presidencial de Turquía representan a cada uno de estos imperios.

El escritor nacionalista turco, novelista, poeta y filósofo Nihal Atsız, partidario de la ideología panturquista o del turanismo, señaló que si bien la lista incluía algunos estados cuya identidad túrquica era cuestionable (como el Imperio heftalita), omitía otros estados ostensiblemente túrquicos (como el Ak Koyunlu) calificándola como una «falsificación».
A pesar de las críticas de Atsız, el concepto se convirtió en un tópico ampliamente aceptado dentro del simbolismo nacional turco tras el golpe de Estado en Turquía de 1980 durante la presidencia de Kenan Evren. En 1984, la Organización turca de Correo y Telégrafo emitió una serie de sellos dedicados a los 16 imperios que mostraban retratos de sus respectivos fundadores así como las banderas que se les atribuían. En 1985, la lista de los 16 imperios de Özbek fue invocada como explicación retrospectiva de las 16 estrellas en el sello presidencial de Turquía (introducido en 1936).
Diversos edificios municipales y parques públicos en Turquía exhiben bustos o estatuas de los fundadores de los 16 imperios junto a una estatua de Mustafa Kemal Atatürk. Entre estos lugares se encuentran los edificios municipales de Keçiören, Mamak, Etimesgut en Ankara, Niğde, Nevşehir, Pınarbaşı en Kayseri entre otros.
En el año 2000, la empresa Türk Telekom produjo una serie de tarjetas inteligentes dedicadas al tema.
En enero de 2015, el presidente de Turquía Recep Tayyip Erdoğan recibió en el Complejo presidencial de Turquía al presidente palestino Mahmud Abás con una escolta de 16 "guerreros", actores vestidos con trajes y armaduras históricamente inspirados destinados a simbolizar los 16 imperios. Los atuendos fueron ridiculizados en los medios de comunicación turcos y uno de los trajes en particular fue objeto de burlas por parecerse a un "albornoz" generando una tendencia en las redes sociales bajo el nombre de Duşakabinoğulları (lit. "hijos de la cabina de ducha", más idiomáticamente "Duchacabínidas"). Dedicado a los principados que terminan con el sufijo -oğlu (equivalente al sufijo español -idas) en los principados anatolios.